# Campionat d'Austràlia de Supercross
El Campionat d'Austràlia de Supercross (en anglès: Australian Supercross Championship, abreujat AUSX), regulat per la federació australiana de motociclisme (MA, Motorcycling Australia), és la màxima competició de Supercross que es disputa a Austràlia.

## Llista de guanyadors

### Primera etapa (2001-2012)
Font:
| Any  | Campió         | Moto     |
| ---- | -------------- | -------- |
| 2001 | Craig Anderson | ?        |
| 2002 | Craig Anderson | KTM      |
| 2003 | Jay Marmont    | ?        |
| 2004 | Troy Carroll   | ?        |
| 2005 | Troy Carroll   | ?        |
| 2006 | Dan Reardon    | ?        |
| 2007 | Dan Reardon    | Kawasaki |
| 2008 | Chad Reed      | Suzuki   |
| 2009 | Chad Reed      | Kawasaki |
| 2010 | Josh Hansen    | ?        |
| 2011 | Jay Marmont    | Yamaha   |
| 2012 | Jay Marmont    | ?        |

### Segona etapa (2013-Actualitat)
Font:
A 15 de desembre de 2024
| Any  | SX1                    | SX1                    | SX2                    | SX2                    |
| Any  | Campió                 | Moto                   | Campió                 | Moto                   |
| ---- | ---------------------- | ---------------------- | ---------------------- | ---------------------- |
| 2013 | ?                      | ?                      | ?                      | ?                      |
| 2014 | ?                      | ?                      | ?                      | ?                      |
| 2015 | Daniel Reardon         | Yamaha                 | Jimmy Decotis          | Honda                  |
| 2016 | Justin Brayton         | Honda                  | Jackson Richardson     | Yamaha                 |
| 2017 | Justin Brayton         | Honda                  | Jackson Richardson     | Yamaha                 |
| 2018 | Justin Brayton         | Honda                  | Jay Wilson             | Yamaha                 |
| 2019 | Justin Brayton         | Honda                  | Chris Blose            | Honda                  |
| 2020 | No disputat (COVID-19) | No disputat (COVID-19) | No disputat (COVID-19) | No disputat (COVID-19) |
| 2021 | No disputat            | No disputat            | No disputat            | No disputat            |
| 2022 | Justin Brayton         | Honda                  | Max Anstie             | Honda                  |
| 2023 | Dean Wilson            | Honda                  | Max Anstie             | Honda                  |
| 2024 | Joey Savatgy           | Honda                  | Shane McElrath         | Honda                  |